# 애덤 그레고리
애덤 그레고리(Adam Gregory, 1987년 12월 28일 ~ )는 미국의 배우이다.

## 출연 작품
- 17 어게인 (2009) - 돔 역
- 세인트 앤 솔저: 최강전차부대 (2014) - 캐리 심스 역